# 1700 meter fra fremtiden
1700 meter fra fremtiden er en dansk dokumentarfilm fra 1990 med instruktion og manuskript af Ulla Boje Rasmussen.

## Handling
Et lille samfund bestående af 16 voksne og en dreng på 9 år lever isoleret i den lille færøske bygd Gásadalur 'ved den vestlige verdens yderkant, hvor Europa møder Atlanterhavet'. Filmen giver et indblik i deres levevilkår og stedets sang og myter og fortæller om bygdens forventninger til en længe planlagt tunnel gennem fjeldet: 1700 meter fra fremtiden.